# الحبيب المجهول (فلم)
الحبيب المجهول هو فيلم اُنتج عام من بطولة حسين صدقي، وليلى مراد. هذا الفيلم هو آخر أفلام ليلى مراد، إذ اعتزلت بعده الظهور السينمائي.

## قصة الفيلم
تعيش ليلى (ليلى مراد) قصة حب مع الدكتور حسين (حسين صدقي)، ولكن بسبب إصابتها بمرض القلب، يرغب الدكتور حسين أن يجري لها عملية لعلاجه، ولكنها تعتقد أنه يهتم بها فقط لأنها مريضة، وبعد إجراء العملية يعتقد أنها تحب صديقه.

## أغاني الفيلم
أغاني الفيلم هي :  
- الحلم (تأليف فتحي قورة، وتلحين رياض السنباطي)

```
*
يا طبيب القلب
 (تأليف فتحي قورة، وتلحين 
منير مراد
)
```

- ليه خلتني أحبك، التي ألفها مأمون الشناوي، ولحنها كمال الطويل، التي يمكن اعتبار من أشهر أغاني ليلى مراد.
- "اللي يقدر على قلبي , شارك في الغناء: ليلى مراد، إسماعيل ياسين، محمود شكوكو، عزيز عثمان، وإلياس مؤدب